# Kim Jung-joo
Kim Jung-joo est un boxeur sud-coréen né le 11 novembre 1981.

## Carrière
Aux Jeux olympiques d'été de 2004, il combat dans la catégorie des welters et remporte la médaille de bronze. En 2008, il récidive cette performance.